# 1997 en Alberta
Chronologie de l'Alberta
- 1993
- 1994
- 1995
- 1996
- 1997
- 1998
- 1999
- 2000
- 2001

Cette page concerne des événements qui se sont produits durant l'année 1997 dans la province canadienne de l'Alberta.

## Politique

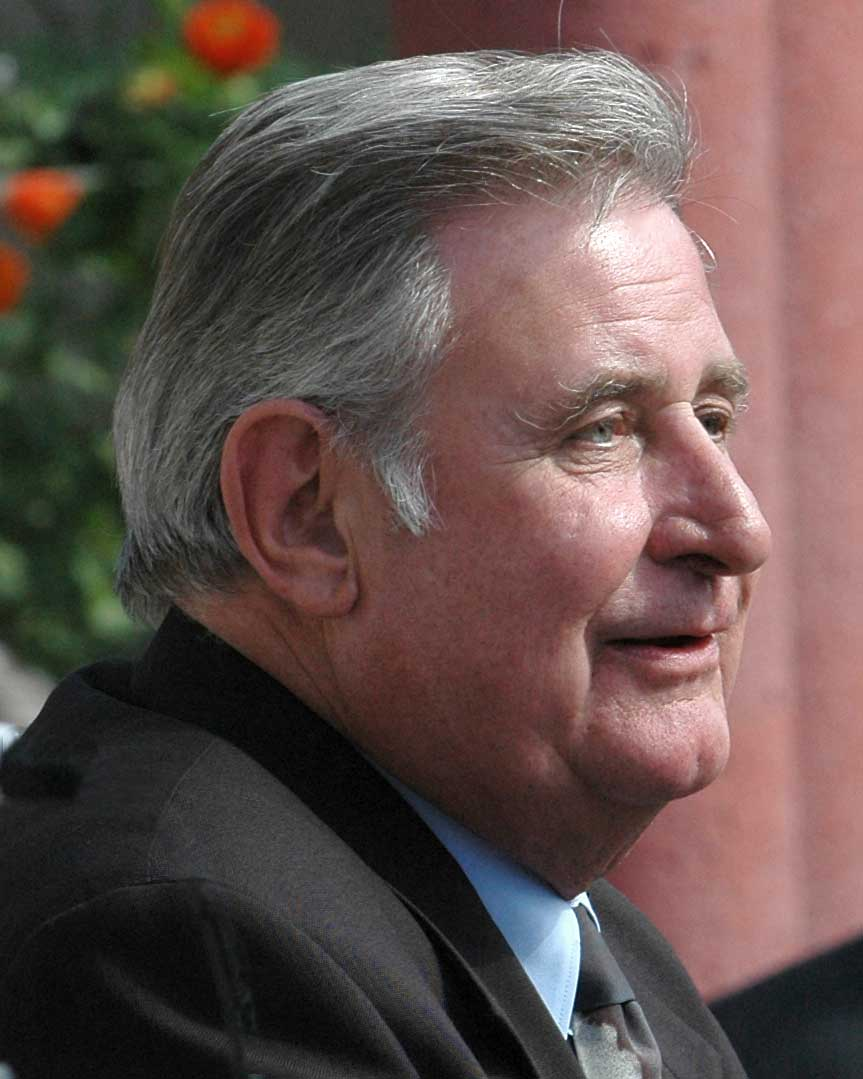
Ralph Klein.

- Premier ministre :  Ralph Klein du parti Progressiste-conservateur
- Chef de l'Opposition :
- Lieutenant-gouverneur : Bud Olson (en)
- Législature :

## Événements
- Lancement du  Capital City Downtown Plan d'Edmonton pour relancer le centre-ville.
- Mise en service :
  - de la Standard Life Tower, tour de bureaux de 100 mètres de hauteur située 639 5 Avenue SW à Calgary[1].
  - du Suncor Athabasca River Bridge, pont de 391 mètres de long, permettant le franchissement de l' Athabasca River à Fort McMurray[2].

## Naissances
- 22 février : Stefan Daniel né à Calgary, triathlète handisport canadien, double champion du monde de Paratriathlon PT4 (2015), PTS5 (2017).

- 3 avril : Evan Burtnik, né à Edmonton, coureur cycliste canadien, membre de l'équipe X-Speed United Continental. Il participe à des compétitions sur route et sur piste.

- 23 mai : Nicholas Merkley, dit Nick Merkley (né à Calgary), joueur professionnel canadien de hockey sur glace[3].

- 29 juillet : Brendan Guhle (né à Edmonton), joueur professionnel canadien de hockey sur glace[4]. Il évolue au poste de défenseur.

- 5 septembre : Shamit Shome, né à Edmonton, joueur international canadien de soccer. Il évolue au poste de milieu de terrain avec l'Impact de Montréal en MLS.

- 19 décembre : Oluwafikayomi « Fikayo » Tomori, né à Calgary, footballeur international anglais qui évolue au poste de défenseur au Chelsea FC.